# سارة بالاباجان سيرينو
سارة بالاباجان سيرينو (من مواليد 16 أغسطس 1979) فلبينية تم سجنها في دولة الأمارات العربية المتحدة في الفترة ما بين 1994-1996 بتهمة القتل العمد. وحُكم عليها بالإعدام رميا بالرصاص لكن تم تخفيف الحكم وإعادتها بعد ذلك إلى الفلبين. صنعت قصتها فيلما مثيرا للجدل في عام 1997.

## السيرة الذاتية

### النشأة
ولدت بالاباجان داخل أسرة مسلمة فقيرة في سلطان كودارات، ماغوييندانايو، الفلبين. رزق والداها بأربعة عشر ابن وابنه، نجا منهم 6 فقط وتوفى الباقي بسبب المرض وعدم توفر المال اللازم لتوفير الرعاية الصحية المناسبة. بدأت بالعمل في سن صغيرة كمدبرة منزل لدى أقارب لها لتوفير المال اللازم للدراسة والتي استطاعت توفيره حتى الصف الخامس. تركت بالاباجان العمل بعد اعتداء أحد أعمامها عليها.

### التوظيف
قررت بالاباجان وهي ما زالت ابنه أربعة عشر ربيعا أن تبدأ في العمل خارج البلاد سجلت الموظفة سنها على أنه 28 عاما وحصلت لها على وظيفة، الأمر الذي علمته بالاباجان عندما كانت في رحلتها إلى مدينة دبي، الأمارات العربية المتحدة. كان عملها هو خدمة أرمل يبلغ من العمر 67 عاما وأبناءه الأربعة لتبدأ مشاعر القلق من العمل والحياة الجديدة لكنها دائما ما كانت تقنع نفسها بأن أصحاب العمل سيحترمونها.

## القضية
في 19 يوليو 1994، قتلت صاحب عملها، ألماس محمد البلوشي طاعنه إياه 34 طعنة مدعية أنها كانت تدافع عن نفسها حينما حاول اغتصابها.
في 26 يونيو 1995، حكمت محكمة بأنها كانت مذنبة بتهمة القتل الخطأ وكذلك ضحية للاغتصاب. وحُكم عليها بالسجن لمدة سبع سنوات وأُمرت بدفع 150,000 درهم (40,000 دولار أمريكي) دية إلى أقارب البلوشي، بينما مُنحت في الوقت ذاته 100,000 درهم (27,000 دولار أمريكي) كتعويض عن الاغتصاب. استأنف أقارب القتيل حكم المحكمة وطالبوا بتوقيع حكم الإعدام. بالفعل تم عقد جلسة استئناف في 6 سبتمبر 1995، لكن هذه المرة لم تجد المحكمة أي دليل على الاغتصاب وأدانتها بالقتل العمد وحكمت عليها بالإعدام رمياً بالرصاص. تصاعدت العديد من حملات الاحتجاج الدولية الرافضة لحكم المحكمة وتم اعتبار القضية كرمز لسوء معاملة مدبرات المنازل في الدول العربية في الخليج العربي. كما تم ربط القضية بحادثة شنق فلور كونتمبلاكون، مدبرة منزل فلبينية تم شنقها في سنغافورة في شهر مارس من نفس العام.
استجاب رئيس دولة الأمارات الشيخ زايد بن سلطان آل نيهان لحملات الاحتجاج العالمية وطلب من عائلة البلوشي التنازل عن طلب الإعدام والرضا بالدية الأمر الذي وافقت عليه العائلة في الحال. في 30 أكتوبر، حكمت محكمة ثالثة بتخفيف الحكم إلى السجن لمدة عام واحد والجلد 100 جلدة مع دفع الدية التي تبرع بها رجل أعمال فلبيني. تم تنفيذ حكم الجلد بواقع 20 جلدة في اليوم على مدار 5 أيام متتالية بدأت في 30 يناير 1995 وانتهت في 5 فبراير 1996. صرح السفير الفلبيني في الأمارات روي سينيريس بأن بالاباجان في حالة نفسية جيدة وأنها محتملة الحكم وأنه قد زارها مجموعة طبية من السفارة مرتين للتأكد على صحتها ولم تكن هناك أي علامات أو كدمات أو إحمرار نتيجة الجلد. لكنها صرحت فيما بعد أن جروحها كانت أكثر خطورة مما تم الإعلان عنه في ذلك الوقت. بعد انتهاء الحكم في 1 أغسطس 1996، عادت بالاباجانان إلى الفلبين ليرحب بها الشعب الفلبيني كبطلة قومية.

## الحياة بعد القضية
بعد وقت قصير من إطلاق سراحها، بدأت بالاباجان بالعمل كمغنية وظهرت في برنامج تلفزيوني مع جيري هالويل. في عام 1998، أصبحت والدة غير متزوجة بعد علاقة دامت لفترة قصيرة، بينما في أغسطس 2003، أعلنت عن خطبتها لراسل فيرغارا ورزقت منه بطفلين أخرين، لكن لم تدم العلاقة طويلا حيث أعلن الثنائي عن طلاقهما في عام 2010.
مع حلول عام 2013، تزوجت جون سيرينو ورزقت منه بطفل. تحولت بالاباجان من الإسلام إلى المسيحية بعد أن قدمتها المغنية دولسي أمور إلى القس جاستي ماريبوجوك. تعيش بالاباجان مع زوجها وأطفالها الخمسة في لاس فيجاس منذ عام 2018.

## الفيلم
تم إنتاج فيلم فلبيني درامي عن قصة حياة بالاباجان في عام 1997، من كتابة سارة بالاباجان وإخراج جويل لامانجان، كانت لغة الفيلم هي التاغالوغية، أدت فيه فينا موراليس دور البطولة بعد رفض بالاباجان الدور. حاولت الحكومة الفلبينية منع الفيلم خوفا من إلحاق الضرر بالعلاقات الثنائية مع الإمارات العربية المتحدة لكنها لم تنجح إلا في تأخير إطلاق الفيلم لعدة أشهر فقط.

## وصلات خارجية
- الفلبينيون في الأمارات العربية المتحدة.
- تقدير لأعداد الفلبينيين في الخارج.
- موقعها الرسمي.
- حملة ضد إعدام سارة سيرينو.
- عودة سارة سيرينو إلى الفلبيين.
- قصة حياة سارة سيرينو- قاعدة بيانات الأفلام على الإنترنت.
- سيرة سارة سيرينو الغنائية.
- إعلان خطوبة سارة سيرينو.
- الجدل الثائر حول الفيلم.
- مقالة عام 2009 عن سارة سيرينو.
- مقال مانيلا تايمز.